# Либелишка Гора
Либелишка Гора (на словенски: Libeliška Gora) е село в Словения, Корошки регион, община Дравоград. Според Националната статистическа служба на Република Словения през 2015 г. селото има 165 жители.